# Бејконтон (Џорџија)
Бејконтон (Џорџија) (енгл. Baconton) град је у америчкој савезној држави Џорџија. По попису становништва из 2010. у њему је живело 915 становника.

## Демографија
Према попису становништва из 2010. у граду је живело 915 становника, што је 111 (13,8%) становника више него 2000. године.
| Група             | 2000.       | 2010.       |
| Белци             | 301 (37,4%) | 347 (37,9%) |
| Афроамериканци    | 481 (59,8%) | 534 (58,4%) |
| Азијати           | 0 (0,0%)    | 6 (0,7%)    |
| Хиспаноамериканци | 9 (1,1%)    | 10 (1,1%)   |
| Укупно            | 804         | 915         |